# Jan Dumon
Jan Dumon (Brugge, 13 juli 1942) is een Belgisch rooms-katholieke priester.

## Levensloop
Jan Dumon werd op 12 oktober 1969 in Leuven tot priester gewijd. Hij studeerde in Rome en trok vervolgens naar Congo, waar hij in 1971 professor aan het Grootseminarie van Mbuji-Mayi werd en in 1973 aan het Grootseminarie van Kananga.
In 1986 werd hij pastor van de Universitaire Parochie van de Katholieke Universiteit Leuven en in 1991 ook voorzitter van Broederlijk Delen. In maart 1999 werd hij nationaal directeur van Missio-Pauselijke Missiewerken en in 2000 tevens directeur van COPAL (Collegium Pro America Latina) in Leuven. Van oktober 2005 tot mei 2013 was hij secretaris-generaal van de Pauselijke Missiewerken van Sint-Petrus Apostel in Rome. In september 2013 werd Dumon in opvolging van Jeroom Heyndrickx directeur van het Ferdinand Verbiest Instituut van de KU Leuven.
Dumon was tevens lid van de raad van bestuur van Caritas International België en provisor van de Koninklijke Belgische kerk en Stichting Sint-Juliaan-der-Vlamingen in Rome. Hij is lid van de Senaat van de KU Leuven.
In 2007 werd hij door paus Benedictus XVI tot Kapelaan van Zijne Heiligheid benoemd.